# Galactic Attack
Galactic Attack est un jeu vidéo de simulation créé par Robert Woodhead en 1979 et publié par Siro-Tech. Programmé en Pascal, le jeu n’est pas publié immédiatement car l’environnement d'exécution de l’ordinateur Apple II permettant de faire fonctionner un programme en Pascal n’est alors pas encore disponible. Dans l’attente, Robert Woodhead se lance dans un nouveau projet, qui donne naissance à Wizardry. Le nouvel environnement d'exécution de l'Apple II sort à l’été 1981, ce qui permet au studio de commencer à distribués ses deux jeux. Le jeu se déroule dans un univers de science-fiction, le joueur incarnant le commandant d’un vaisseau spatial devant libérer le système solaire d’une invasion d’extraterrestre. Seules la Terre et la Lune sont au départ libres, les autres planètes et l’astéroïde Ceres étant sous le contrôle des aliens. Pour gagner, le joueur doit visiter chaque planète, y décimer les forces ennemies puis y transférer son armée pour reconquérir la planète. 